# أحمد عدنان الرمحي
أحمد عدنان الرمحي (مواليد 9 سبتمبر 1979 في الإمارات) مخرج أردني من أصل فلسطيني، حائز على درجتي بكالوريوس في ادراة الأعمال والفنادق عام 2001 والصحافة والاعلام عام 2004. أخرج فيلمة الأول عام 2005 بعنوان ليلة الطائرات الشراعية   الذي يتحدث عن عملية قام بها بطلان عربيان يمثلان جناحي الأمة أحدهم (سوري خالد أكر) والأخر من تونس (ميلود النومة)، تمكن البطلان من اختراق الحدود بطائراتهم الشراعية والهبوط في معسكر (إسرائيلي) وإحداث الدمار فيه. الفيلم شارك في مهرجان الجزيرة للفيلم الوثائقي عام 2007. قام الرمحي أيضاً بإخراج أفلام قصيره عن الرئيس الراحل صدام حسين والتي شهدت إقبال كبير على موقع اليوتيوب كما أخرج فيلم وثائقي بعنوان نشيد الحرية الذي يتحدث عن الأسرى الفلسطينيين وعمليات تحريرهم.. واخرج فيلم الحكيم جورج حبش لصالح قناة الجزيرة ووفي عام 2009 أخرج فيلم (وادي عربه) الذي أثار جدلاً محليا والذي تحدث عن معاهدة السلام الأردنية (الإسرائيلية) أيضاً لصالح فضائية الجزيرة الأخبارية
شارك بتأسيس المجموعة القومية العربية  الجذرية    التي ينتسب إليها العديد من القوميين في مختلف أنحاء العالم، كما نشط منذ عام 2002 في جمعية مناهضة الصهيونية والعنصرية في الأردن
عرفت عنه مواقف قومية جذرية في الفكر والعمل، وبالأخص بالنسبة للعراق وفلسطين، يرفض كل أشكال التسويات مع العدو الصهيوني، والتأكيد على عروبة كل الأرض العربية، والدعوة للتمسك بنهج المقاومة ولقيام حركة شعبية عربية منظمة كضرورة موضوعية لمواجهة المعضلات التاريخية المستعصية التي تواجه الأمة العربية

## أعماله
- سلسلة حكايا المدينة على يوتيوب - ثمانية حلقات - قناة المملكة الأردنية
- خارج الأسوار على يوتيوب – قناة الجزيرة الفضائية
- سلسلة في الهوامش على يوتيوب عشرة حلقات - قناة الميادين
- قلب مدينة - العقبة على يوتيوب - الجزيرة الوثائقية
- الإتاوات ضريبة الخوف على يوتيوب عشرة حلقات - قناة المملكة الأردنية
- الحكيم جورج حبش – قناة الجزيرة الفضائية
- سلسلة عمران على يوتيوب - ثمانية حلقات - التلفزيون الأردني
- وادي عربة على يوتيوب - قناة الجزيرة الفضائية
- سلسلة أغانينا على يوتيوب عشرة حلقات - قناة الغد
- أنا مروح على مصر على يوتيوب– قناة الجزيرة الفضائية
- الجذري والمنقوص في حق العودة على يوتيوب– قناة الجزيرة الفضائية
- الكويت بذكريات فلسطينية على يوتيوب– قناة الجزيرة الفضائية
- غن معي يا رفيقي على يوتيوب عشرة حلقات - فيلم عن حياة الراحل هوغ تشافيز
- لسان الضاد يجمعنا على يوتيوب – قناة الجزيرة الفضائية
- الكوفية - أيقونة الثورة الفلسطينية على يوتيوب – قناة الجزيرة الفضائية
- ناجي علوش على يوتيوب
- الغجر – المركز العربي
- المحاكم العشائرية – المركز العربي
- عوده أبو تايه – المركز العربي
- أبوجعفر المنصور – المركز العربي